# Alois Adamus
Alois Adamus (28. ledna 1878 Kunčice u Ostravy – 27. srpna 1964 Kosmonosy) byl český historik a archivář. Zasloužil se o vznik městského archivu i muzea v Ostravě, také o zpracování dějin Ostravska a Těšínska. Zabýval se mimo jiné názvoslovím ulic v Ostravě, které shrnul do publikace Legendy ostravských ulic (1934).

## Život
Narodil se v Kunčicích 28. ledna 1878. Osiřel již v patnácti letech. Studoval na německém gymnasiu v Těšíně a Frýdku, odkud přešel do nově otevřeného gymnasia v Místku, kde v roce 1903 odmaturoval. Od roku 1904 studoval na Karlově univerzitě v Praze obor dějepis a zeměpis. Po ukončení vysoké školy pracoval jako středoškolský profesor na Žižkově, ve Slaném, Lounech a Vršovicích. V roce 1912 se nakrátko vrátil na Ostravsko, kde vyučoval jako profesor v nově zřízeném „matičním gymnasiu“ v Orlové. V důsledku válečných událostí byla škola uzavřena a proto se vrátil do Prahy na žižkovské gymnasium.
V letech 1918–1920 byl z učitelské služby uvolněn a jako znalec dějin Slezska a jeho současných poměrů byl jmenován při československo-polském sporu o Těšínsko československou vládou do tiskového oddělení plebiscitní komise, kde působil po celou dobu její existence. V této funkci publikoval o Těšínsku řadu propagačních brožur na obranu historických práv. Články byly publikovány jak francouzsky a italsky, tak i česky (ty převážně v Moravskoslezsko-slezském sborníku). Redigoval také humoristický časopis Nasz Kocur (1920).
V roce 1920 odešel zpět do Čech na gymnázium v Českém Brodě. V roce 1923 se opět vrátil do Ostravy, kde jako profesor na gymnáziu, městský archivář a muzejník působil až do roku 1935. V tomto období publikoval velké množství monografií především o dějinách města a okolí, věnoval se organizační a osvětové činnosti.
Ihned po svém příchodu do Ostravy byl 1. července 1923 jmenován archivářem města a ředitelem městského muzea. Byl zakladatelem městského archivu, jehož základ tvořily úřední městské listiny a knihy, městská registratura magistrátního a samosprávného období. Po roce 1924 byly také přidány písemné materiály ze sloučených obcí. Městský archiv obohatil o materiály cechů, spolků a institucí. Značnou část historických památek, listin a knih získal po okolních vesnicích a městech. Díky dobré znalosti místních poměrů se mu podařilo zachránit před zničením značnou řadu materiálů především z Orlové, Těšína, Fryštáku, Frýdku, Místku, Příbora, Brušperka. Adamus si byl vědom velkého významu a důležitosti Ostravy jako hospodářského regionu a proto přikládal velký význam shromažďování soudobé dokumentace. S velkým úsilím a rozhledem budoval při archivu a muzeu studijní knihovnu historické-vlastivědné a přírodovědné literatury s bohatou sbírkou regionálních časopisů a novin.
Hlavní pozornost věnoval vybudování městského archívu a muzea. Muzeum bylo po válce téměř na hranici zániku. V poválečné době díky jeho snaze dostalo jasnou koncepci a za pomoci městské správy z něj vybudoval moderní ústav vlastivědného charakteru.
Alois Adamus byl žákem Gollovy školy, proto byl velmi důsledný ve zdůrazňování studia a interpretaci pramenů. Pokusil se také založit nový historicko-vlastivědný časopis, který umožňoval zdejším badatelům zveřejňování historických studií a článků z dějin Ostravska. Vyšly bohužel pouze dva ročníky pod názvem Věstník archivu a musea ostravského kraje (1926 a 1935). Bohatých znalostí dějin Ostravska využíval také v přečetných přednáškách, v ostravském rozhlase či jako poradce při vydávání četných regionálních publikací.
V roce 1935 odešel z neznámých důvodů do Turnova a po roce 1940 přestal definitivně publikovat. V roce 1948 mu byla za zásluhy udělena cena města Ostravy. Zemřel 27. srpna 1964 v Turnově.[rozpor]
Svou činnost také zaměřoval na vědecké a popularizační práce. Vydal celkem 24 samostatných publikací, uveřejnil 170 studií a článků.

## Publikace
- Dějiny města Ostravy v přehledu až do r. 1860 (1927)
- edice Sbírka listin k dějinám města Moravské ostravy (1929)
- Z dějin mor. ostravské radnice (1930)
- Legendy ostravských ulic s plánem města z roku 1779 (1934)
- Naše Slezsko (1924), Opolsko neboli Horní Slezsko (1924)
- Z dějin Orlové (1926)
- Jazyková otázka ve školství na Těšínsku (1930)
- Z dějin dolování nerostů v ostravsko-karvinském revíru (1925)
- Pohled do dějin Severní dráhy Ferdinandovy po stoleté činnosti 1836–1936 (1936)
- Po stopách Slezských písní Petra Bezruče (1927), Dějiny novinářství na Ostravsku v přehledu (1935) a mnohé další.